# デビッド・リー (シンガポールのサッカー選手)
デビッド・リー（英語: David Lee、1958年4月10日 - ）は、シンガポールの元サッカー選手。元シンガポール代表。ポジションはGK。

## 経歴
1979年から1994年にかけシンガポールFAに所属、その後、1996年から1997年にかけてゲイラン・ユナイテッドFCに所属した。
1994年にはマレーシアリーグとマレーシアカップを制覇した他、1996年にはSリーグ史上初となるSリーグ、シンガポールFAカップ同時制覇を達成した。その後、1997年に現役を引退した。
引退後はシンガポール・アームド・フォーシズFCのGKコーチを務めた他、シンガポール体育学校でゴールキーパーの育成をした。
結婚しており、妻との間に男女2人ずつ子供がいる。

## タイトル
シンガポールFA
- マレーシアカップ: 1980
- マレーシアリーグ: 1994
- スルタン・ハジ・アフメド・シャー・カップ: 1989

ゲイラン・ユナイテッドFC
- Sリーグ: 1996
- シンガポールFAカップ: 1996